# Marquardo (nome)
Marquardo  è un nome proprio di persona italiano maschile.

## Varianti
- Maschili: Marcoardo[1]

### Varianti in altre lingue
- Germanico: Marachward[2], Marahward[2], Marchward[2], Marcaward[3], Marcward[2], Marcwart[2], Markwart[2], Marcuard[2], Marquard[2], Marcquard[2]
- Latino: Marcoardus[1]
- Polacco: Markwart
- Tedesco: Marquard

## Origine e diffusione
Deriva da un nome germanico attestato in numerose forme, quali Maracheard e Marcaward; è composto dagli elementi mark ("confine", "limite", oppure "cavallo") e ward ("guardiano", "protettore").
È occasionalmente confuso con il nome Marcovaldo.

## Onomastico
L'onomastico può essere festeggiato il 2 febbraio in memoria di san Marquardo, vescovo di Hildesheim, venerato insieme ai martiri di Ebstorf.

## Persone
- Marquardo di Annweiler, siniscalco del Sacro Romano Impero e reggente del Regno di Sicilia
- Marquardo di Randeck, patriarca cattolico tedesco

### Variante Marquard
- Marquard Sebastian Schenk von Stauffenberg, vescovo cattolico tedesco
- Marquard Schwarz, nuotatore statunitense
- Marquard von Ried, poeta, religioso e giurista tedesco